# Суґімура Харуко
Харуко Суґімура (яп. 杉村 春子, Суґімура Харуко, 6 січня 1909, Хіросіма — 4 квітня 1997, Токіо), справжнє ім'я Харуко Ісіяма (яп. 石山 春子, Ісіяма Харуко) — японська акторка театру і кіно, грала на сценах театрів Цукидзи і Бунгакудзи в п'єсах Сінгекі і знімалася в фільмах режисерів Акіри Куросави, Ясудзіро Одзу, Мікіо Нарусе і Кейсуке Кіносіти. Лауреатка премії Японської академії мистецтв (1948), театральної премії Еміурі (1994) і багатьох інших, лауреатка Ордена Культури (1974), почесна громадянка Токіо.

## Біографія
Харуко Накано народилася в Хіросімі 6 січня 1909 року. У ранньому віці залишилася сиротою і була прийнята на виховання в сім'ю будівельного підрядника, який спонсорував місцевий театр Котобукідза. З дитинства дівчинку брала з собою на спектаклі прийомна мати, колишня прихильниця театру. Харуко була зачарована співом Міури Тамакі в опері «Мадам Батерфляй» і планувала стати оперною співачкою.
Закінчивши школу, Суґімура спробувала вступити до Токійського університету мистецтв, але не пройшла екзаменацію ні в перший раз, ні вдруге, рік по тому. Вона повернулася в рідне місто і почала працювати вчителькою музики в середній і старшій школі для дівчаток. Тут від колеги вона вперше почула про Малий театрі Цукідзі в Токіо. У 1927 році Харуко знову приїхала в Токіо і була прийнята в Цукідзі в якості акторки-студентки. Вона виконувала невеликі ролі два роки, до закриття театру.
У 1932 році Суґімура зіграла у фільмі «Намико» (яп. 浪子) разом з Яеко Мідзутані, а в наступному році одружилася зі студентом-медиком Нагахіро Кісіро, молодшим на 5 років. Чоловік помер від туберкульозу в 1942 році. Пізніше зійшлася з драматургом Каору Морімото, але й він помер від туберкульозу в 1946 році. У 1950 році Суґімура одружилася вдруге з лікарем Ісияму Суяхіко, молодшого на 10 років, який теж помер від туберкульозу в 1966 році.
У 1937 році Харуко разом з кількома іншими акторами і письменниками, в тому числі Мантаро Куботу і Куніо Кісіду, стала засновницею, а пізніше — і зіркою театру «Бунгакудза». У 1941 році Каору Морімото написав для Харуко п'єсу «Життя жінки» (яп. 女の一生, онна но іссьо:), головна роль у якій стала для неї найпопулярнішою роллю . Суґімура багато років дружила з Юкіо Мішімою і грала в його постановках, проте суперечки щодо його п'єси «Кото радості» (яп. 喜びの琴, йорокобі но кото) їх остаточно посварили .
Харуко Суґімура вважається однією з найбільший акторок сучасного (європеїзованого) японського театру. Суґімура продовжувала грати і в літньому віці, залишивши сцену лише за два місяці до смерті. Померла вона у 1997 р. від раку підшлункової залози.

### Нагороди
- 1948: премія Японської академії мистецтв.
- 1951: премія «Блакитна стрічка» в номінації «Краща актриса другого плану»[16].
- 1954: премія «Майніті» в номінації «Краща актриса другого плану» .
- 1959: премія Японської радіомовної корпорації.
- 1969: премія «Асахі» .
- 1969: премія «Майніті за мистецтво».
- 1974: звання Заслуженого діяча культури.
- 1988: премія «Фуміко Ямадзі»[17].
- 1991: театральна премія «Кінокунья» .
- 1991: премія Фестивалю мистецтв.
- 1992: звання Почесного громадянина Токіо .
- 1994: театральна премія «Йоміурі» .
- 1995: Орден Культури — Суґімура відмовилася від нагороди[18][5].
- 1995: премія «Майніті» в номінації «Краща актриса» .
- 1995: премія «Ніккан Спортс» в номінації «Краща актриса» .
- 1995: премія «Кінема Дзюмпо» в номінації «Краща актриса» .
- 1996: премія Японських кінокритиків у номінації «Краща актриса».
- 1998: спеціальний приз премії «Майніті» .

## Вибрана фільмографія
- Армія (1944);
- Без жалю про нашу юність (1946);
- Полум'я любові (1947);
- Спокуса (1948);
- Пізня весна (1949);
- Коли ми зустрінемося знову (1950);
- Раннє літо (1951);
- Токійська повість (1953);
- Життя жінки (1953);
- Каламутний потік (1953);
- Орден (1954);
- Щоденник поліцейського (1955);
- Йокіхі (1955);
- Рання весна (1956);
- За течією (1956);
- Токійські сутінки (1957);
- Доброго ранку (1959);
- Водорості, що пливуть (1959);
- Народження Японії (1959);
- Осінь в сім'ї Кохаяґава (1961);
- Смак осінньої сайри (1962);
- Квайдан (1964);
- Червона борода (1965);
- Завод рабів (1968);
- Скам'янілість (1975);
- Останнє зауваження (1995).